# Adelocera aethiopicus
Adelocera aethiopicus is een keversoort uit de familie van de kniptorren (Elateridae). De wetenschappelijke naam van de soort werd voor het eerst geldig gepubliceerd in 1882 door Ernest Candèze.